# Szaúd-arábiai labdarúgó-bajnokság (első osztály)
A Szaúd-arábiai Pro League (rövidítve: SPL; arabul: دوري المحترفين السعودي) a szaúd-arábiai labdarúgó bajnokságok legfelsőbb osztálya. Az 1989–1990-es szezonig körmérkőzéses formában működött, mikor összevonták a királykupával, ami a szezon végi rájátszás szerepét töltötte be. A 2007–2008-as szezonban visszatértek az eredeti formátumhoz. Az egyik legjobb ázsiai bajnokságnak tekintik.
A bajnokság történetének legsikeresebb csapata az el-Hilál, 19 címmel.

## Története
Az 1950-es évek végéig országos bajnoki rendszerben működött a nemzeti labdarúgás. Az ország egyetlen tornája a Király-Kupa volt. 1957-től a regionális bajnokok bejutottak a labdarúgókupába, amely győztese nem a bajnokság győztese lett. 1976-ban hozták létre a ma is működő bajnokságot 8 csapattal, majd 1977-től már 10 klub játékosai küzdöttek az országos bajnoki címért. Az 1981–1982-es szezonban egyesült az első osztály és a másodosztály az 1982-es labdarúgó-világbajnokság-selejtezői miatt, ideiglenesen. A húsz induló csapatot A és B csoportban osztották fel és a csoportok első két helyezett klubja elődöntőbe jutott, majd a döntőben eldöntötték, hogy ki lett az országos bajnok. A következő idényben visszatért a bajnokság a körmérkőzéses rendszerhez, majd az 1984–1985-ös szezonban már 12 csapatra növelték a létszámot.
1990 decemberében a Szaúd-arábiai labdarúgó-szövetség összevonta a bajnokságot a kupával, azzal a szándékkal hogy megreformálják a szaúdi labdarúgást. Az első szakasz a hagyományos körmérkőzéses rendszerrel rendezték, majd az első négy helyezett a második szakaszba jutott, a Golden Boxba. A klubok professzionálisan szerződtettek labdarúgókat, így a bajnokság félig profi lett. 12 szezon keresztül ezt a bajnoki rendszert alkalmazták, majd visszatértek a hagyományos körmérkőzéses lebonyolításhoz. 2007-ben profi státuszt kapott a bajnokság.
2008-tól az ország együtthatójától függően általában négy klub jutott be az AFC-bajnokok ligájába. A bajnokság dobogósai és a kupagyőztes indulhatott, de ha a dobogós helyen végzett a kupagyőztes, akkor a bajnokság 4. helyén végzet csapat indulhatott a sorozatban. Abban az esetben, ha a kupagyőztes nem az első három között végzett a bajnokságban, akkor a bajnok és az ezüstérmes a bajnokok ligája csoportkörében indult, a bronzérmes rájátszásban kezdet.

## Csapatok
A bajnokság csapatai a 2023–2024-es idény során.
| Csapat     | Város         | Befogadóképesség |
| ---------- | ------------- | ---------------- |
| Abhá       | Abhá          | 20 000           |
| el-Áhlí    | Dzsidda       | 62 345           |
| el-Áttifák | Dammám        | 35 000           |
| el-Áttihád | Dzsidda       | 62 345           |
| Damak      | Hamísz Musaít | 20 000           |
| el-Fajhá   | el-Madzsmaha  | 7 000            |
| el-Fateh   | al-Ahszá      | 26 000           |
| el-Halídzs | Szaíhát       | 35 000           |
| el-Hazem   | er-Rasz       | 8 000            |
| el-Hilál   | Rijád         | 68 752           |
| en-Naszr   | Rijád         | 25 000           |
| el-Ohdúd   | Nadzsrán      | 12 000           |
| er-Ráíd    | Burajdah      | 25 000           |
| er-Rijád   | Rijád         | 15 000           |
| es-Sabáb   | Rijád         | 22 500           |
| et-Tájí    | Háíl          | 12 000           |
| et-Távun   | Buraidah      | 25 000           |
| el-Vahda   | Mekka         | 38 000           |

## Bajnokok

### Lista
| #  | Szezon    | Bajnok     |
| -- | --------- | ---------- |
| C  | 1974–1975 | en-Naszr   |
| –  | 1975–1976 | Lemondva   |
| 1  | 1976–1977 | el-Hilál   |
| 2  | 1977–1978 | el-Áhlí    |
| 3  | 1978–1979 | el-Hilál   |
| 4  | 1979–1980 | en-Naszr   |
| 5  | 1980–1981 | en-Naszr   |
| 6  | 1981–1982 | el-Áttihád |
| 7  | 1982–1983 | el-Áttifák |
| 8  | 1983–1984 | el-Áhlí    |
| 9  | 1984–1985 | el-Hilál   |
| 10 | 1985–1986 | el-Hilál   |
| 11 | 1986–1987 | el-Áttifák |
| 12 | 1987–1988 | el-Hilál   |
| 13 | 1988–1989 | en-Naszr   |
| 14 | 1989–1990 | el-Hilál   |
| 15 | 1990–1991 | es-Sabáb   |
| 16 | 1991–1992 | es-Sabáb   |
| 17 | 1992–1993 | es-Sabáb   |
| 18 | 1993–1994 | en-Naszr   |
| 19 | 1994–1995 | en-Naszr   |
| 20 | 1995–1996 | el-Hilál   |
| 21 | 1996–1997 | el-Áttihád |
| 22 | 1997–1998 | el-Hilál   |
| 23 | 1998–1999 | el-Áttihád |
| 24 | 1999–2000 | el-Áttihád |
| 25 | 2000–2001 | el-Áttihád |
| 26 | 2001–2002 | el-Hilál   |
| 27 | 2002–2003 | el-Áttihád |
| 28 | 2003–2004 | es-Sabáb   |
| 29 | 2004–2005 | el-Hilál   |
| 30 | 2005–2006 | es-Sabáb   |
| 31 | 2006–2007 | el-Áttihád |
| 32 | 2007–2008 | el-Hilál   |
| 33 | 2008–2009 | el-Áttihád |
| 34 | 2009–2010 | el-Hilál   |
| 35 | 2010–2011 | el-Hilál   |
| 36 | 2011–2012 | es-Sabáb   |
| 37 | 2012–2013 | el-Fateh   |
| 38 | 2013–2014 | en-Naszr   |
| 39 | 2014–2015 | en-Naszr   |
| 40 | 2015–2016 | el-Áhlí    |
| 41 | 2016–2017 | el-Hilál   |
| 42 | 2017–2018 | el-Hilál   |
| 43 | 2018–2019 | en-Naszr   |
| 44 | 2019–2020 | el-Hilál   |
| 45 | 2020–2021 | el-Hilál   |
| 46 | 2021–2022 | el-Hilál   |
| 47 | 2022–2023 | el-Áttihád |
| 48 | 2023–2024 | el-Hilál   |
| 49 | 2024–2025 | el-Áttihád |

### Statisztika
| # | Csapat     | Győztes | Második helyezett |
| - | ---------- | ------- | ----------------- |
| 1 | el-Hilál   | 19      | 16                |
| 2 | el-Áttihád | 10      | 8                 |
| 3 | en-Naszr   | 9       | 8                 |
| 4 | es-Sabáb   | 6       | 6                 |
| 5 | el-Áhlí    | 3       | 9                 |
| 6 | el-Áttifák | 2       | 3                 |
| 7 | el-Fateh   | 1       | 0                 |

| Város    | Bajnoki címek | Csapatok                                  |
| -------- | ------------- | ----------------------------------------- |
| Rijád    | 34            | el-Hilál (18), en-Naszr (9), es-Sabáb (6) |
| Dzsidda  | 13            | el-Áttihád (9), el-Áhlí (4)               |
| Dammám   | 2             | el-Áttifák (2)                            |
| al-Ahszá | 1             | el-Fateh (1)                              |

## Gólkirályok
| Szezon    | Nemz.   | Gólkirály             | Csapat      | Gólok |
| --------- | ------- | --------------------- | ----------- | ----- |
| 1974–1975 | KSA     | Mohammad S. el-Abdeli | en-Naszr    | 13    |
| 1976–1977 | KSA     | Naszer Eid            | el-Kádszíah | 7     |
| 1977–1978 | KSA     | Motamád Hodzsálí      | el-Áhlí     | 14    |
| 1978–1979 | KSA     | Medzsid Abdullah      | en-Naszr    | 18    |
| 1979–1980 | KSA     | Medzsid Abdullah      | en-Naszr    | 17    |
| 1980–1981 | KSA     | Medzsid Abdullah      | en-Naszr    | 21    |
| 1981–1982 | KSA     | Hálid el-Mádzsíl      | es-Sabáb    | 22    |
| 1982–1983 | KSA     | Medzsid Abdullah      | en-Naszr    | 14    |
| 1983–1984 | KSA     | Huszam Abu Davúd      | el-Áhlí     | 14    |
| 1984–1985 | KSA     | Haszál Doszarí        | el-Hilál    | 15    |
| 1985–1986 | KSA     | Medzsid Abdullah      | en-Naszr    | 15    |
| 1986–1987 | KSA     | Mohammad Szúvaídi     | el-Áttihád  | 17    |
| 1987–1988 | KSA     | Hálid el-Mádzsíl      | es-Sabáb    | 12    |
| 1988–1989 | KSA     | Medzsid Abdullah      | en-Naszr    | 19    |
| 1989–1990 | KSA     | Sami Al-Jaber         | el-Hilál    | 16    |
| 1990–1991 | KSA     | Fahad al-Mehállel     | es-Sabáb    | 20    |
| 1991–1992 | KSA     | Saeed Al-Owairan      | es-Sabáb    | 16    |
| 1992–1993 | KSA     | Sami Al-Jaber         | el-Hilál    | 18    |
| 1993–1994 | SEN     | Moussa Ndao           | el-Hilál    | 15    |
| 1994–1995 | KSA     | Fahd el-Hamdán        | er-Rijád    | 15    |
| 1995–1996 | GHA     | Ohene Kennedy         | en-Naszr    | 14    |
| 1996–1997 | MOR     | Áhmed Bahdzsa         | el-Áttihád  | 21    |
| 1997–1998 | KSA     | Szulajmán el-Hadaíszí | en-Nadzsma  | 15    |
| 1998–1999 | KSA     | Obejd al-Doszarí      | el-Vahda    | 20    |
| 1999–2000 | KSA     | Hamzah Idrísz         | el-Áttihád  | 33    |
| 2000–2001 | Angola  | Paulo da Silva        | el-Áttifák  | 13    |
| 2001–2002 | SEN     | Diene Faye            | er-Rijád    | 10    |
| 2002–2003 | Ecuador | Carlos Tenorio        | en-Naszr    | 15    |
| 2003–2004 | GHA     | Godwin Attram         | es-Sabáb    | 15    |
| 2003–2004 | CIV     | Kandia Traoré         | el-Hilál    | 15    |
| 2004–2005 | SEN     | Mohammed Manga        | es-Sabáb    | 15    |
| 2005–2006 | KSA     | Ísza el-Mehjáni       | el-Vahda    | 16    |
| 2006–2007 | GHA     | Godwin Attram         | es-Sabáb    | 13    |
| 2007–2008 | KSA     | Nasser Al-Shamrani    | es-Sabáb    | 18    |
| 2008–2009 | KSA     | Nasser Al-Shamrani    | es-Sabáb    | 12    |
| 2008–2009 | MAR     | Hiszám Abúszerúán     | el-Áttihád  | 12    |
| 2009–2010 | KSA     | Mohammad es-Sálhúb    | el-Hilál    | 12    |
| 2010–2011 | KSA     | Nasser Al-Shamrani    | es-Sabáb    | 17    |
| 2011–2012 | KSA     | Nasser Al-Shamrani    | es-Sabáb    | 21    |
| 2011–2012 | BRA     | Victor Simões         | el-Áhlí     | 21    |
| 2012–2013 | ARG     | Sebastián Tagliabué   | es-Sabáb    | 19    |
| 2013–2014 | KSA     | Nasser Al-Shamrani    | el-Hilál    | 21    |
| 2014–2015 | SYR     | Omár esz-Szúmah       | el-Áhlí     | 22    |
| 2015–2016 | SYR     | Omár esz-Szúmah       | el-Áhlí     | 27    |
| 2016–2017 | SYR     | Omár esz-Szúmah       | el-Áhlí     | 24    |
| 2017–2018 | CHI     | Ronnie Fernández      | el-Fajhá    | 13    |
| 2018–2019 | MAR     | Abdálrazák Hamdállah  | en-Naszr    | 34    |
| 2019–2020 | MAR     | Abdálrazák Hamdállah  | en-Naszr    | 29    |
| 2020–2021 | FRA     | Bafétimbi Gomis       | el-Hilál    | 24    |
| 2021–2022 | NGA     | Odion Ighalo          | el-Hilál    | 24    |
| 2022–2023 | MAR     | Abdálrazák Hamdállah  | el-Áttihád  | 21    |
| 2023–2024 | POR     | Cristiano Ronaldo     | en-Naszr    | 35    |
| 2024–2025 | POR     | Cristiano Ronaldo     | en-Naszr    | 25    |